# Acuecucyoticihuati
Na mitologia Asteca Acuecucyoticihuati é a deusa dos mares dos rios e da água que corre. Sua representação é de uma mulher dando a luz, é considerada uma das representações de Chalchitlicue.